# Agrilus aurigaster
Agrilus aurigaster (лат.) — вид узкотелых жуков-златок.

## Распространение
Китай, Мьянма.

## Описание
Длина тела взрослых насекомых (имаго) 5,4—7,5 мм. Отличаются одноцветным верхом надкрылий, голубоватым отблеском, гладкими надкрыльями, золотисто-медной вентральной поверхностью. Тело узкое, основная окраска со спинной стороны тёмная с голубоватым отблеском. Переднегрудь с воротничком. Боковой край переднеспинки цельный, гладкий. Глаза крупные, почти соприкасаются с переднеспинкой. Личинки развиваются на различных лиственных деревьях. Встречаются с мая по июнь на высотах от 1500 до 2500 м. Вид был впервые описан в 2011 году в ходе ревизии, проведённой канадскими колеоптерологами Эдвардом Йендеком (Eduard Jendek) и Василием Гребенниковым (Оттава, Канада).